# Catopyrops subfestivus
Catopyrops subfestivus är en fjärilsart som beskrevs av Johannes Karl Max Röber 1886. Catopyrops subfestivus ingår i släktet Catopyrops och familjen juvelvingar. Inga underarter finns listade i Catalogue of Life.